# Mitrailleur
Mitrailleur (Mitr) ist eine Funktionsbezeichnung der Schweizer Armee. Es handelt sich dabei um einen Soldaten der Infanterie, der in erster Linie am Maschinengewehr (französisch mitrailleuse, ursprünglich ein Salvengeschütz) ausgebildet wurde.
Entsprechende nicht-schweizerische Bezeichnung wäre Maschinengewehr-Schütze. Den «Maschinengewehrschützen» kannten sowohl das deutsche kaiserliche Heer, als auch die Wehrmacht. Die Bezeichnung als «Maschinengewehrschütze» ist auch noch bei der Bundeswehr üblich.
Die Angabe «Mitrailleur» findet auch für Abteilungen oder Kompanien (Mitr. Kp.) Verwendung. Das deutsche kaiserliche Heer kannte Maschinengewehr-Abteilungen und Maschinengewehr-Kompanien sowie Maschinengewehr-Scharfschützen-Trupps und -Abteilungen, die Wehrmacht hingegen Maschinengewehr-Kompanien und Maschinengewehr-Bataillone. Die Bundeswehr kennt noch den Maschinengewehrtrupp (MG-Trupp).

## Sonstiges
In früheren Zeiten wurde Mitrailleur im Sinne von Schlächter oder Henker verwendet. So bezeichnet Stefan Zweig Joseph Fouché in seinem gleichnamigen Werk als Mitrailleur de Lyon wegen dessen Rolle bei der Niederschlagung des Aufstandes der Vendée.
- Siehe auch: Mitrailleuse